# Grão do Corpo
Grão do Corpo é o quarto álbum do grupo O Teatro Mágico. Este álbum apresenta apenas onze faixas e uma duração menor do que os anteriores, que continham 19 faixas e uma duração geralmente acima de uma hora.
O site Brasileiríssimos elegeu a capa deste álbum como uma das mais bonitas do ano de 2014.

## O Álbum
O líder do Teatro Mágico, Fernando Anitelli, disse que o novo álbum apresenta uma nova fase no grupo. Anitelli disse que a ideia é mesclar a densidade e dramaturgia do circo contemporâneo com forte presença da dança e da prática performativa. Abrindo espaço para características coreográficas e improvisos através de instrumentos das artes visuais. E sobre o nome do álbum, ele deu a seguinte explicação:
"Não se trata de um olhar para o individualismo contemporâneo, mas, pelo contrário, o entendimento e a consciência de que esse corpo individual - pequeno grão - compõe o corpo social, o universo e as particularidades da Terra."
Para a Folha de S.Paulo, "a mudança do grupo reflete em um som e visual menos rebuscados —e também mais comuns. O CD traz mais guitarras e teclados, além de referências ao cotidiano. E transita tanto pelo rock, que parece querer estacionar por aí".

## Faixas
| N.º            | Título                       | Duração |  |
| 1.             | "Mãos aos Desolados"         | 5:06    |  |
| 2.             | "O Sol e a Peneira"          | 3:45    |  |
| 3.             | "Da Luta"                    | 4:06    |  |
| 4.             | "Quando a Fé Ruge"           | 5:26    |  |
| 5.             | "Certa Solução"              | 4:27    |  |
| 6.             | "Perdoando o Adeus"          | 3:34    |  |
| 7.             | "Partilha"                   | 5:15    |  |
| 8.             | "Outrora e Agora"            | 3:53    |  |
| 9.             | "O Corpo, A Culpa, O Espaço" | 1:01    |  |
| 10.            | "Consagração da Raiz"        | 2:05    |  |
| 11.            | "Todos Enquantos"            | 5:20    |  |
| Duração total: | Duração total:               | 43:55   |  |

## O Teatro Mágico
- Fernando Anitelli - vocal
- Daniel Santiago - guitarra, direção musical
- Sérgio Carvalho -  baixo
- Rafael dos Santos - bateria
- Ricardo Braga - percussão
- Guilherme Ribeiro - piano, teclado
- Andréa Barbour - dançarina
- Kátia Tortorella - dançarina

## Ligaçoes Externas
- Site oficial da banda
- Página do álbum Grão do Corpo